# Бурхард VII фон Мансфелд
Бурхард VII фон Мансфелд (Бусо VII) (на немски: Burchard VII von Mansfeld; Busso VII; * ок. 1434; † 23 септември 1460 в Арнщат) е граф на Мансфелд, господар на Рамелбург в Мансфелд.

## Произход
Той е син на граф Фолрад II фон Мансфелд († 1450) и втората му съпруга принцеса Маргарета (Малгорцата) фон Саган-Силезия-Прибус († 1491), дъщеря на херцог Йохан I фон Саган-Глогов († 1439) и принцеса Схоластика (Шоластика) фон Саксония-Витенберг († 1463). Брат е на Фолрад III фон Мансфелд (1448 – 1499). Майка му Маргарета фон Саган се омъжва втори път за Хайнрих XI фон Хонщайн-Витенберг († 1454) и трети път ок. 1457 г. за херцог Хайнрих III фон Брауншвайг-Грубенхаген († 1464). Така той е полубрат на херцог Хайнрих IV фон Брауншвайг-Грубенхаген (1460 – 1526).
През 1440 г. графовете баща му Фолрад, Гюнтер и Гебхарт фон Мансфелд получават замъка Рамелбург в Мансфелд от архиепископ Гюнтер II фон Магдебург. След множество наследствени подялби Рамелбург отива през 1501 г. на графовете от линията Мансфелд-Хинтерорт.
Бурхард VII умира без наследници на 23 септември 1460 г. в Арнщат.

## Фамилия
Бурхард VII се жени на 5 ноември 1458 г. в Арнщат за графиня Катарина фон Шварцбург-Бланкенбург (* 2 февруари 1442; † 9 декември 1484), дъщеря на граф Хайнрих XXVI фон Шварцбург-Бланкенбург (1418 – 1488) и принцеса Елизабет фон Клеве (1420 – 1488). Те нямат деца.
Вдовицата му Катарина фон Шварцбург се омъжва втори път през 1462 г. за граф Зигмунд I фон Глайхен-Тона „Стари“ (1421 – 1494).